# Crane Creek (Fallen Ash Creek)
Der Crane Creek ist ein Bach, der einem Tümpel in knapp 240 m über dem Meeresspiegel am Lee Mountain, etwa drei Kilometer westnordwestlich des Marion County Regional Airport entspringt. Der Bach fließt zunächst einige hundert Meter in südliche Richtung, bevor er mehr nach Südosten strebt. An der Arkansas State Route 202, der Fallen Ash Road, biegt er nach Osten ab. Er kreuzt die Arkansas State Route 178 etwa 400 m entfernt vom südwestlichen Ende der Landebahn des Flugplatzes und setzt seinen Weg nach Osten fort. Östlich von Flippin mündet er, nachdem er eine Bahnstrecke der Missouri Pacific Railroad unterquert hat, in einer Höhe von 184 m in den Fallen Ash Creek. Der größte Teil seines Laufes liegt in unbebautem Gelände, zumeist Wiesen.

## Belege
1. 1 2  Crane Creek. In: Geographic Names Information System. United States Geological Survey, United States Department of the Interior, abgerufen am 21. März 2012 (englisch).